# Arthur Marshall
Pour les articles homonymes, voir Marshall.
Arthur Owen Marshall était un compositeur de ragtime afro-américain. Né en 1881, il est célèbre pour sa participation à deux compositions de Scott Joplin; "Swipesy Cakewalk" en 1900, et "Lily Queen" en 1907. Marshall laissa également des pièces en solo, comme son "Kinklets" de 1906.

## Biographie
Arthur Owen Marshall est né dans une ferme du Comté de Saline dans l'état du Missouri en novembre 1881. Son père qui était analphabète s'appelait Edward Marshall, tandis que sa mère se prénommait Emily. Il grandit dans le même environnement qu'un autre pianiste de son âge ; Scott Hayden. Marshall et lui fréquentaient la même école, la "Lincoln High School". Vers 1900, il se met à travailler comme cireur de chaussures à Sedalia. Quand Scott Joplin arrive dans cette ville, il est hébergé par la famille Marshall. Arthur, qui avait déjà pris des cours de musique classique quelques années auparavant, peut ainsi apprendre la musique syncopée de Joplin, le ragtime.
Cette année-là, Joplin signe avec son protégé une pièce intitulée "Swipesy Cakewalk". Il lui permet aussi de lui trouver un emploi au célèbre "Maple Leaf Club". Cette situation lui permet de développer son expérience dans la théorie musicale. Marshall joue alors du ragtime dans les lieux publics et bordels de la ville. Il part pour Saint-Louis en 1904, une ville qui est alors en pleine croissance. Arthur est engagé par un autre club célèbre, le "Rosebud Saloon" tenu par Tom Turpin, autre pianiste de ragtime.
Marshall part pour Chicago dans l'année 1906, pour rechercher de nouvelles possibilités. Il y rencontrera une de ses épouses, Julia Jackson avec qui il eut trois enfants (deux filles et un garçon). Il compose cette année-là un rag : " Kinklets ". Cependant, comme il s'aperçoit que cette ville ne lui donne pas autant de richesses et de travail qu'il l'espérait, il revient dans un premier temps à Sedalia, puis à Saint-Louis en 1910. Arthur vit alors de petits boulots et comme coiffeur. Il avait publié son dernier rag en 1908. 
Quand une de ses femmes meurt en couches en 1916, il décide de s'installer à Kansas City (Missouri), toujours dans l'état du Missouri. Il est redécouvert au début des années 1950, grâce notamment à la publication du livre "They All Played Ragtime" où il est cité. Marshall pourra alors faire sortir quelques-uns de ses morceaux. Il meurt à l'âge de 87 ans en 1968. La popularité du "Swipesy Cakewalk" de Scott Joplin n'a pas fait passer son nom dans l'oubli.

## Liste des œuvres
1900

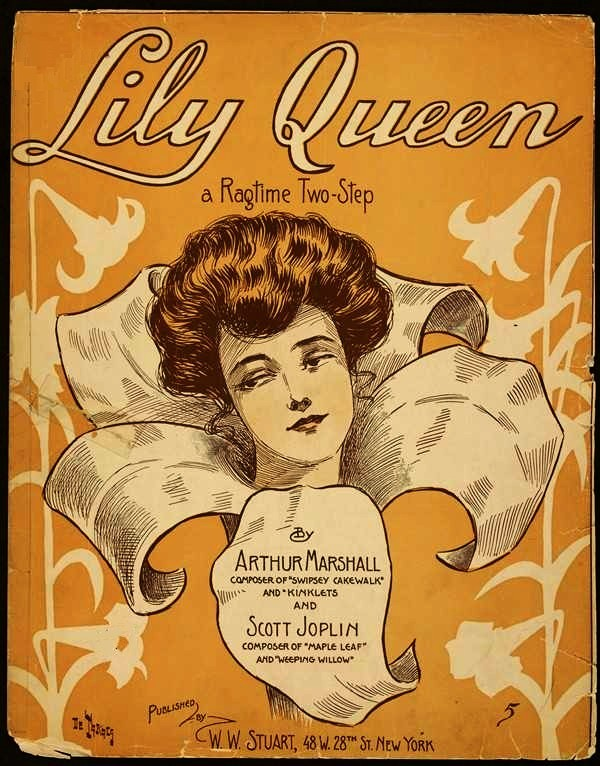
Lily Queen, coécrit avec Scott Joplin en 1907

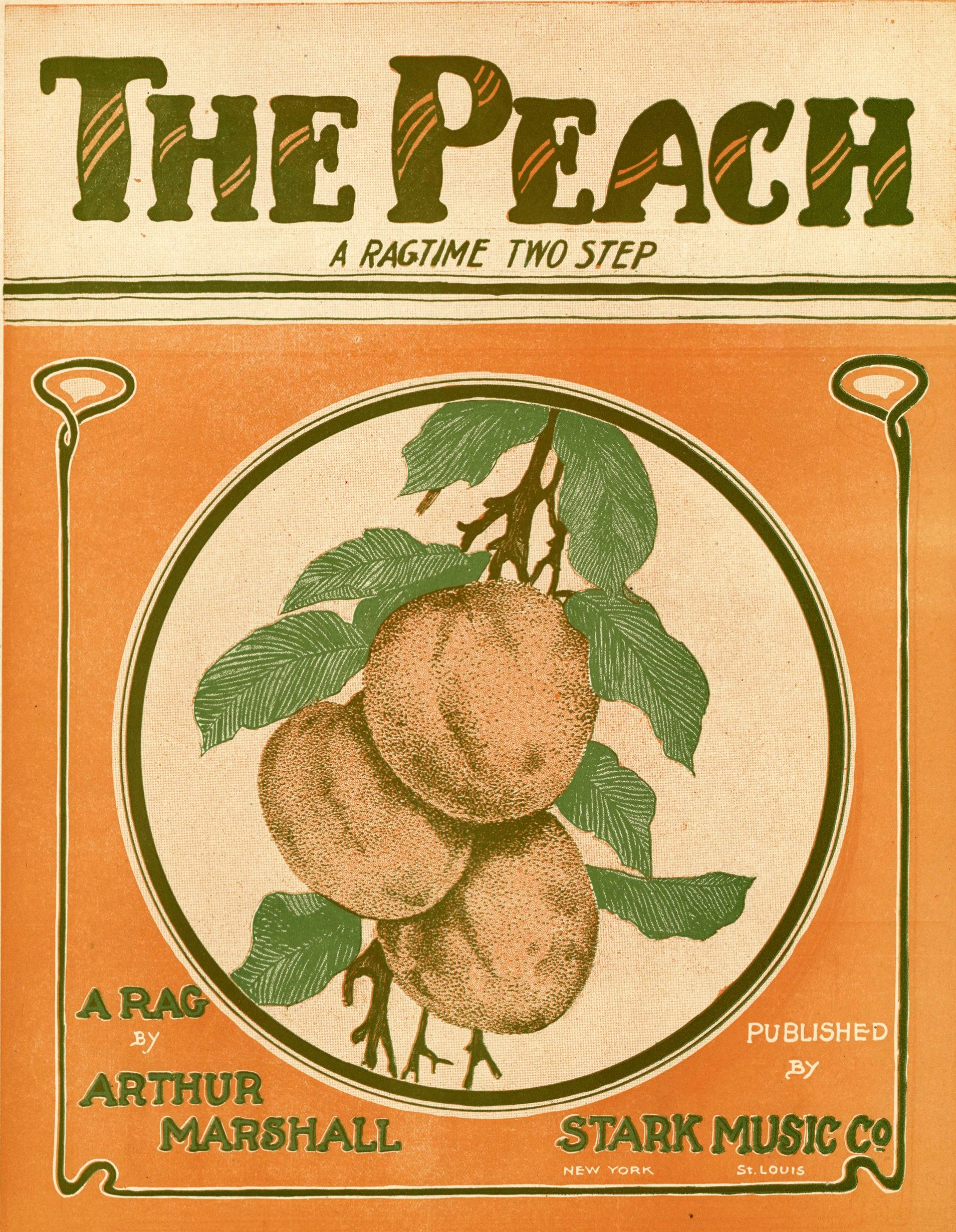
The Peach, composé en 1908

- Swipesy Cakewalk (avec Scott Joplin)

1906
- Kinklets - A Ragtime Two Step

1907
- Lily Queen - A Ragtime Two-Step (avec Scott Joplin)
- Missouri Romp

1908
- Ham And - A Ragtime Two Step
- The Peach - A Ragtime Two Step
- The Glory of the Clubs - Song (avec F.R. Sweirngen)
- The Pippin - A Sentimental Rag

1949
- Silver Arrow Rag

1950
- National Prize Rag

1966
- Century Prize
- Silver Rocket

1974 (posthume)
- I'll Wait Until My Dream Girl Comes Again

1976 (posthume)
- Little Jack's Rag

1980 (posthume)
- The Miracle of a Birth